# 奥恩格伦德
奥恩格伦德（德語：Auengrund）是德国图林根州的市镇，隶属于希尔德布格豪森县。总面积为37.07平方千米，截至2023年12月31日总人口为2,848人。